# 임선혜
임선혜(영문표기 Sunhae Im, 한자 任善惠, 1976년 1월 15일 강원도 철원 출생)는 대한민국의 소프라노 성악가이다. 맑고 빛나는 소리와 다채로운 연기력을 가졌고, 리릭 소프라노이면서 가벼움과 기교를 겸비했다. 이러한 특색을 바탕으로 먼저 고(古)음악 분야에서 세계적으로 알려졌으며, 르네상스부터 현대에 이르는 다양한 클래식 및 비클래식 음악을 연주한다.

## 학력 및 대회수상
서울대학교 성악과에서 박노경 교수를 사사하고 학사과정을 수석으로 졸업하였다. 그리고 독일 칼스루에 음악대학(Hochschule für Musik Karlsruhe)에서 롤란드 헤르만(Roland Hermann) 교수를 사사하고 최고연주자 과정을 졸업하였다.
1997년에 한국슈베르트협회 및 문화일보 공동주최 한국 슈베르트 콩쿠르에서 1등(대상), 이대웅 장학회 주최 제 10회 한국성악콩쿠르에서 대상, 동아 음악콩쿠르에서 2등상, 그리고 도쿄와 오사카에서 열린 국제 슈베르트 콩쿠르에서 2등상과 청중상을 수상하였다. 2000년에는 벨기에 브뤼셀에서 열린 퀸 엘리자베스 콩쿠르에서 파이널리스트로 입상하였다.

## 활동 경력
임선혜는 유학생 시절이던 1999년 12월, 벨기에 안트베르펜(안트워프)에서 거장 필립 헤레베헤가 지휘한 콘서트의 협연자로서 유럽 무대에 데뷔하였다. 그 무대에서 모차르트의 <대미사 C단조> 중 'Et Incarnatus Est (성령으로 인하여 육신을 취하시어)', 그리고 모차르트의 솔로 모테트 <Exsultate Jubilate (환호하라, 기뻐하라)>를 불렀다. 역시 학생 시절이던 2000년 초, 프랑크푸르트 오페라에서 모차르트 작곡 <피가로의 결혼>의 바르바리나 역으로 유럽 오페라 무대에 데뷔하였고, 이어 같은 극장에서 몬테베르디 작곡 <포페아의 대관>의 아모레 및 발렛토 역을 맡았다. 2001년에서 2004년까지는 하노버 국립오페라의 단원으로서 <돈 조반니>의 체를리나, <마술피리>의 파파게나, <후궁탈출>의 블론데, <박쥐>의 아델레, <펠레아스와 멜리장드>의 이뇰드 등을 노래했다. 그 이후 프리랜서 성악가로서 유럽을 중심으로 세계 각지에서 연주하고 있다.
임선혜는 특히 바로크와 고전시대의 오페라와 오라토리오 등을 작곡 당대의 방식을 살려 연주하는 고음악 분야에서 잘 알려져 있다. 자연스럽게 바흐, 헨델, 하이든, 그리고 모차르트 등의 곡들을 가장 자주 연주하게 된다. 2017년에 발매한 독집 컴필레이션 음반 <포트레이트(Portrait)>도 이 네 작곡가의 곡들을 담고 있다. 임선혜의 고음악 활동의 좋은 예로서 고음악계의 거장 르네 야콥스(René Jacobs)와의 공동작업을 들 수 있다. 임선혜와 야콥스는 매우 많은 라이브 오페라와 콘서트에서 함께 연주하는 동시에, 바흐의 수난곡 두 곡, 모차르트의 오페라 다섯 곡, 헨델의 오페라 두 곡, 하이든의 오페라 한 곡 등을 레코딩하였다. 야콥스는 그의 자서전에 "그들 중 예컨대 스테판 드구와 임선혜 등은 내가 아는 가장 뛰어난 연기자 겸 가수에 속한다"라고 쓴 바 있다. 임선혜는 또한 테라데야스(Terradellas), 솔레르(Soler), 가스만(Gassmann), 콘티(Conti)의 작품 등 현대에 잘 알려져 있지 않은 고음악곡을 새로 해석하여 연주하는 일에도 열정을 보인다.
바로크와 고전파 이외에도 임선혜는 르네상스(예: 버드), 벨 칸토(로시니, 도니체티), 낭만파(멘델스존, 슈만, 포레, 말러), 그리고 현대(풀랑크, 슐호프)의 음악들을 폭넓게 연주하고 있다. 예컨대 지휘자 만프레드 호넥(Manfred Honeck)과 함께 말러의 교향곡 2번 및 4번, 풀랑크의 오페라 <카르멜 수녀들의 대화>(콩스텅스 수녀 역), 바흐의 <요한 수난곡>, 그리고 모차르트의 <피가로의 결혼>(수잔나 역)>, <이도메네오>(일리아 역), <레퀴엠>(뉴욕 카네기홀, 비엔나 무직페라인, 베를린 필하모니 공연) 등을 연주하였다. 또한 클래식 이외의 음악도 종종 연주한다. 모리 예스톤의 뮤지컬 <팬텀>의 2015년 한국초연과 2019년, 2021년 공연에서 여주인공 크리스틴 다에를 연기했다.
임선혜와 협연한 대표적인 지휘자들로는 르네 야콥스(René Jacobs), 만프레드 호넥(Manfred Honeck), 파비오 비온디(Fabio Biondi), 윌리엄 크리스티(William Christie), 필립 헤레베헤(Philippe Herreweghe), 시히스발트 퀘켄(Sigiswald Kuijken), 안드레아스 슈페링(Andreas Spering), 이반 피셰르(Iván Fischer), 주빈 메타(Zubin Mehta), 정명훈, 톤 코프만(Ton Koopman), 조반니 안토니니(Giovanni Antonini), 헤르베르트 블롬슈테트(Herbert Blomstedt), 켄트 나가노(Kent Nagano), 리카르도 샤이(Riccardo Chailly) 등이 있다. 임선혜는 또한 베를린 고음악 아카데미(Akademie für Alte Musik Berlin), 프라이부르크 바로크 오케스트라(Freiburg Baroque Orchestra), 피츠버그 교향악단 (Pittsburgh Symphony Orchestra), 뉴욕 필하모닉(New York Philharmonic) 등 여러 단체와 연주하였다.
2009년 임선혜는 교황 베네딕토 16세가 바티칸 성 베드로 대성당에서 집전한 성령강림대축일 장엄미사에서 소프라노 솔리스트로서 헬무트 뮐러-브륄(Helmut Müller-Brühl)의 지휘로 하이든의 하모니미사(Harmoniemesse) 등을 연주하였다. 인천에서 열린 2014년 아시안 게임 폐회식에서 애국가 독창을 맡았으며, 2017년 한중정상회담 축하공연, 2019년 인권의 날 기념식, 2020년 현충일 기념식 등 다수의 국가, 사회 행사에서 연주하였다. 2016년에는 SBS TV 드라마 <달의 연인 - 보보경심 려>에 사용된 사운드트랙 '꼭 돌아오리'를 녹음하였다. 2017년 후반에는 엠넷에서 방송한 TV 프로그램 <더 마스터 - 음악의 공존>에 1회부터 5회까지 출연하였다. 종종 TV 또는 라디오 프로그램의 진행자를 맡기도 한다. 예컨대 2015년에는 KBS 클래식 극장을 진행한 바 있으며 2022년부터 한경아르떼 TV의 음악프로그램 '임선혜의 옴브라 마이 푸'를 진행하고 있다. 임선혜는 또한 본인이 기획한 '희망나눔 콘서트' 시리즈(2009년 ~) 등 다수의 자선공연에 출연하고 있다.

## 주요 녹음 및 음반상

### 음반 및 음원
- 임선혜 - 뮤지컬 앨범 The Man I Love (독집앨범). Bernstein, Gershwin, Levay, Yeston, Loewe, Webber 등. Universal, 2022.
- 버림받은 디도, 칸타타와 아리아집 (Didone abbandonata, Cantatas & Arias) (독집앨범). Jommelli, Ristori, Vinci, Venier, Hasse, Porpora, Faggioli, Sarro 등. CPO, 2019.
- 임선혜 - Portrait (독집 컴필레이션 음반). Handel, Bach, Haydn, Mozart 등. 유니버설, 2017.
- Orfeo[s] (독집앨범). Scarlatti, Pergolesi, Clérambault, Rameau 등. Akademie für Alte Musik Berlin, 악장 Bernhard Forck. Harmonia Mundi, 2015. [2015 프랑스 디스크 리릭 아카데미 Orphée d'Or 엘리 아멜링상 수상][31]
- 리스트: 성인들의 전설 (Legends of the Saints) Vol. 2. 임선혜 (소프라노 독창자) 등, Orchester Wiener Akademie, Martin Haselböck (지휘). Resound, 2023.
- 리스트: 오케스트라 가곡집. 임선혜 (소프라노 독창자) 등, Orchester Wiener Akademie, Martin Haselböck (지휘). Aparté, 2023.
- 류제준: 교향곡 2번. 임선혜 (소프라노 독창자) 등, 서울국제음악제(SIMF) 오케스트라, 국립합창단, 수원시립합창단, Ralf Gothóni (지휘). Dux, 2023.
- 하이든: 무인도 (Haydn: L’isola disabitata). 임선혜 (Silvia 역), Akademie für Alte Musik Berlin, 악장 Bernhard Forck. Pentatone, 2021. [2021년 4분기 독일 음반 비평가상][32]
- 양인모 - 현의 유전학. 임선혜 (소프라노 독창자), 양인모 (바이올린) 등. DG/유니버설, 2021.
- 고향의 봄 (한국동요 앨범). 임선혜 (소프라노 독창자) 등, 코리안심포니오케스트라, 지휘 정치용, 유니버설, 2021.
- 에르빈 슐호프: 모든 가곡들 (Erwin Schulhoff: Sämtliche Lieder). 임선혜 (소프라노 독창자) 등, 피아노 Klaus Simon. bastille musique, 2020. [2021년 1분기 독일 음반 비평가상][33] [프랑스 ResMusica지 이달의 음자리표(Les Clef de mois) 2021][34]
- 그라우프너: 안티오쿠스와 스트라토니카 (Graupner: Antiochus & Stratonica). 임선혜 (Mirtenia 역), Boston Early Music Festival Orchestra, Paul O’Dette & Stephen Stubbs (음악감독), Robert Mealy (악장). CPO, 2020.
- 민국 (民國, 3.1운동 100주년 기념 음반). 임선혜(소프라노 독창자) 등, 국립합창단, 서울시립교향악단, 지휘 최웅, ㈜플럭서스, 2019.[35][36]
- 버드: 콘소트 음악과 노래 (Byrd: Consort Music and Songs). 임선혜(소프라노 독창자), B-Five Recorder Consort. Coviello Classics, 2017.
- 헨델: 루치오 코르넬리오 실라 (Handel: Lucio Cornelio Silla). 임선혜(Metella 역) 등, Europa Galante, 지휘 Fabio Biondi. Glossa, 2017.

- 바흐: 요한 수난곡 (Bach: St. John Passion). 임선혜(소프라노 독창자) 등, RIAS Kammerchor, Staats und Domchor Berlin, Akademie für Alte Musik Berlin, 지휘 René Jacobs. Harmonia Mundi, 2016.
- 김태진: 그리스도의 사랑. 임선혜(소프라노 독창자) 등. 가톨릭문화기획imd, 2016.
- 달의 연인 - 보보경심 려 Original Sound Track. 임선혜(소프라노 독창자) 등. 씨제이이앤엠 뮤직, 2016.
- 정대석: 미리내. 임선혜(소프라노 독창자) 등, 거문고연구회 동보악회 2집. 신나라뮤직, 2015.
- 바흐: 크리스마스 오라토리오 (Bach: Christmas Oratorio). 임선혜(소프라노 독창자) 등, La Petite Bande, 지휘 Sigiswald Kuijken. Challenge Classics, 2014.
- 헨델: 오를란도 (Handel: Orlando). 임선혜(Dorinda 역) 등, Baroque Orchestra B’Rock, 지휘 René Jacobs. Archive, 2014.
- 김효근: 주님께 모든 것을 맡깁니다 (Guide Us, We Surrender Ourselves to You). 임선혜(소프라노 독창자) 등. 프랑스 세실협회(Association Cécile), 2014.
- 바흐: 마태 수난곡 (Bach: St. Matthew Passion). 임선혜(소프라노 독창자) 등, RIAS Kammerchor, Staats und Domchor Berlin, Akademie für Alte Musik Berlin, 지휘 René Jacobs. Harmonia Mundi, 2013.
- 모차르트: 가짜 여정원사 (Mozart: La Finta Giardiniera). 임선혜(Serpetta 역) 등, Freiburg Baroque Orchestra, 지휘 René Jacobs. Harmonia Mundi, 2012.
- 헨델: 아그리피나 (Handel: Agrippina). 임선혜(Poppea 역) 등, Akademie für Alte Musik Berlin, 지휘 René Jacobs. Harmonia Mundi, 2011. [BBC 뮤직매거진 어워드 2012] [2012 그래미상 베스트 오페라 레코딩 부문 노미네이트][37]
- 포레: 레퀴엠 (Fauré: Requiem). 임선혜(소프라노 독창자) 등, Chor des Bayerischen Rundfunks, Münchener Kammerorchester, 지휘 Peter Dijkstra. Sony, 2011. [2012 에코 클라식 어워드, 올해의 합창녹음][38]
- 테라데야스: 세소스트리 (Terradellas: Sesostri). 임선혜(Sesostri 역) 등, Real Compañía Ópera de Cámara, 지휘 Juan Bautista Otero. RCOC, 2011. [Orphée d’Or palmarés 2011][39]
- 말러: 교향곡 제 4번 (Mahler: Symphony No. 4). 임선혜(소프라노 독창자), Pittsburgh Symphony Orchestra, 지휘 Manfred Honeck. Exton, 2010. [2012년 인터내셔널 클래식 어워드][40]
- 모차르트: 마술피리 (Mozart: The Magic Flute). 임선혜(Papagena 역) 등, Akademie für Alte Musik Berlin, 지휘 René Jacobs. Harmonia Mundi, 2010. [BBC 뮤직 매거진 어워드 2011][41]
- 솔레르: 꿈 & 도라강의 축제 (Soler: Il Sogno & La Dora Festiggiante). 임선혜(소프라노 독창자) 등, Real Compañía Ópera de Cámara, 지휘 Juan Bautista Otero. RCOC, 2010. [Orphée d’Or palmarés 2010][39]
- 하이든: 하모니 미사 (Haydn: Harmonienmesse (Hommage zum 200. Todestag von Joseph Haydn)). 임선혜(소프라노 독창자) 등, Kölner Domchor, Kölner Kammerorchester, 지휘 Helmut Müller-Brühl. Naxos, 2009.
- 모차르트: 이도메네오 (Mozart: Idomeneo). 임선혜(Ilia 역) 등, Freiburg Baroque Orchestra, 지휘 René Jacobs. Harmonia Mundi, 2009. [2009년 독일 음반 비평가상][42]
- 테라데야스: 아르타세르세 (Terradellas: Artaserse). 임선혜(Semira 역) 등, Real Compañía Ópera de Cámara, 지휘 Juan Bautista Otero. RCOC, 2009. [Orphée d’Or palmarés 2009][39]
- 모차르트: 데모폰테 (Mozart: Demofoonte - Fragments of an Opera). 임선혜(소프라노 독창자) 등, Cappella Coloniensis, 지휘 Bruno Weil. Arts Productions, 2008.
- 모차르트: 돈 조반니 (Mozart: Don Giovanni). 임선혜(Zerlina 역) 등, Freiburg Baroque Orchestra, 지휘 René Jacobs. Harmonia Mundi, 2007.
- 모차르트: 티토 황제의 자비 (Mozart: La Clemenza di Tito). 임선혜(Servilia 역) 등, Freiburg Baroque Orchestra, 지휘 René Jacobs. Harmonia Mundi, 2006. [2006년 그래미상 베스트 오페라 레코딩 및 베스트 클래식 앨범 부문 노미네이트][37]
- 바흐: B단조 미사 (Bach: Mass in B minor). 임선혜(소프라노 독창자) 등, Dresden Chamber Choir, Cologne Chamber Orchestra, 지휘 Helmut Müller-Brühl. Naxos, 2005.
- 멘델스존: 파울루스 (Mendelssohn: Paulus). 임선혜(소프라노 독창자) 등, Chor St. Michaelis Hamburg, Johann Christian Bach-Akademie, 지휘 Christoph Schoener. Mitra, 2005.
- 하이든: 천지창조 (Haydn: The Creation). 임선혜(소프라노 독창자) 등, VokalEnsemble Köln, Capella Augustina, 지휘 Andreas Spering. Naxos, 2005.
- 헨델: 페르시아의 왕 시로에 (Handel: Siroe, Re di Persia). 임선혜(Laodice 역) 등, Cappella Coloniensis, 지휘 Andreas Spering. Harmonia Mundi, 2004.
- 하이든: 에스테르하지를 위한 칸타타 (Haydn: Cantatas for the Esterházys). 임선혜(소프라노 독창자) 등, VokalEnsemble Köln, Cappella Coloniensis, 지휘 Andreas Spering. Harmonia Mundi, 2002.

### 영상물(DVD 또는 블루레이)
- 하이든: 하모니미사 (교황 베네딕토 16세 집전 성령강림대축일 미사) (Haydn: Harmonienmesse (Pentecost mass celebrated by Pope Benedict XVI)). 임선혜(소프라노 독창자) 등, Kölner Domchor, Kölner Kammerorchester, 지휘 Helmut Müller-Brühl. Naxos, 2010.
- 하이든: 기사 오를란도 (Haydn: Orlando Paladino). 임선혜(Eurilla 역) 등, Freiburg Baroque Orchestra, 지휘 René Jacobs. Euroarts, 2010.
- 글룩: 오르페우스와 에우리디케 (Gluck: Orpheus and Eurydike). Dance opera directed by Pina Bausch. 임선혜(Amor 역) 등, Balthasar-Neumann-Ensemble & Choir, 지휘 Thomas Hengelbrock. Bel Air Classique, 2009.
- 모차르트: 돈 조반니 (Mozart: Don Giovanni). 임선혜(Zerlina 역) 등, Freiburg Baroque Orchestra, 지휘 René Jacobs. Harmonia Mundi, 2008.